# Bernard Tomic
Bernard Tomic (Stuttgart, 1992. október 21. –) ausztrál hivatásos teniszező. Grand Slam-tornákon eddigi legjobb eredménye a 2011-es wimbledoni negyeddöntője volt, ahol a későbbi győztes szerb Novak Đokovićtól kapott ki négy szettben. A 2008-as Australian Open junior bajnoka, 2009-ben pedig a US Open junior versenyén győzött. Már 2010-ben (17 és fél évesen) játszott az ausztrál Davis-kupa-csapatban. Érdekes, hogy első mérkőzését a tajvani Jang Cung-hua ellen játszotta, aki a 2008-as Australian Open junior döntőjében is ellenfele volt. Karrierje első ATP-tornagyőzelmét Sydneyben aratta 2013 januárjában, ahol a döntőben Kevin Andersont győzte le három szettben. Összesen 4 ATP-tornán diadalmaskodott.

## ATP-döntői

### Egyéni

#### Győzelmei (4)
| Összesítés                                            | Összesítés |
| ----------------------------------------------------- | ---------- |
| Grand Slam-torna                                      | (0)        |
| ATP World Tour Masters 1000 / ATP Masters Series      | (0)        |
| ATP World Tour 500 Series / International Series Gold | (0)        |
| ATP World Tour 250 Series / International Series      | (4)        |
| ATP World Tour Finals / Tennis Masters Cup            | (0)        |

|   | Dátum                | Torna                             | Borítás | Ellenfél a döntőben | Eredmény a döntőben |
| 1 | 2013. január 12.     | Apia International Sydney, Sydney | Kemény  | Kevin Anderson      | 6-3, 6-7(2), 6-3    |
| 2 | 2014. július 20.     | Claro Open Colombia, Bogotá       | Kemény  | Ivo Karlović        | 7-6(5), 3-6, 7-6(4) |
| 3 | 2015. július 26.     | Claro Open Colombia, Bogotá       | Kemény  | Adrian Mannarino    | 6-1, 3-6, 6-2       |
| 4 | 2018. szeptember 30. | Chengdu Open, Csengtu             | Kemény  | Fabio Fognini       | 6-1, 3-6, 7-6(7)    |

#### Elvesztett döntői (2)
|   | Dátum             | Torna                             | Borítás | Ellenfél a döntőben   | Eredmény a döntőben |
| 1 | 2014. január 12.  | Apia International Sydney, Sydney | Kemény  | Juan Martín del Potro | 3-6, 1-6            |
| 2 | 2016. február 27. | Abierto Mexicano Telcel, Acapulco | Kemény  | Dominic Thiem         | 6-7(6), 6-4, 3-6    |

## Eredményei Grand Slam-tornákon
| Grand Slam | Australian Open | Australian Open | Roland Garros | Roland Garros         | Wimbledon     | Wimbledon       | US Open       | US Open         |
| Év         | Eredmény        | Utolsó ellenfél | Eredmény      | Utolsó ellenfél       | Eredmény      | Utolsó ellenfél | Eredmény      | Utolsó ellenfél |
| 2008       | Selejtező (2)   | Selejtező (2)   | -             | -                     | -             | -               | -             | -               |
| 2009       | 2.kör           | Gilles Müller   | 1.kör         | Philipp Kohlschreiber | Selejtező (3) | Selejtező (3)   | -             | -               |
| 2010       | 2.kör           | Marin Čilić     | -             | -                     | 1.kör         | Mardy Fish      | Selejtező (2) | Selejtező (2)   |
| 2011       | 3.kör           | Rafael Nadal    | 1.kör         | Carlos Berlocq        | 1/4 döntő     | Novak Đoković   | 2.kör         | Marin Čilić     |
| 2012       | 4.kör           | Roger Federer   | 2.kör         | Santiago Giraldo      | 1.kör         | David Goffin    | 2.kör         | Andy Roddick    |
| 2013       | 3.kör           | Roger Federer   | 1.kör         | Victor Hănescu        | 4.kör         | Tomáš Berdych   | 2.kör         | Daniel Evans    |
| 2014       | 1.kör           | Rafael Nadal    | 1.kör         | Richard Gasquet       | 2.kör         | Tomáš Berdych   | 2.kör         | David Ferrer    |
| 2015       | 4.kör           | Tomáš Berdych   | 2.kör         | Thanasi Kokkinakis    | 3.kör         | Novak Đoković   | 3.kör         | Richard Gasquet |
| 2016       | 4.kör           | Andy Murray     | 2.kör         | Borna Ćorić           | 4.kör         | Lucas Pouille   | 1.kör         | Damir Džumhur   |
| 2017       | 3.kör           | Daniel Evans    | 1.kör         | Dominic Thiem         | 1.kör         | Mischa Zverev   | 1.kör         | Gilles Müller   |
| 2018       | Selejtező (3)   | Selejtező (3)   | 1.kör         | Marco Trungelliti     | 2.kör         | Nisikori Kei    | Selejtező (1) | Selejtező (1)   |

## Év végi világranglista-helyezései
| Év       | 2008 | 2009 | 2010 | 2011 | 2012 | 2013 | 2014 | 2015 | 2016 | 2017 |
| Helyezés | 772  | 285  | 208  | 42   | 52   | 51   | 56   | 18   | 26   | 140  |

## Győzelmei top 10-es játékos ellen évenként
| Szezon    | 2011 | 2012 | 2013 | 2014 | 2015 | 2016 |
| Győzelmek | 2    | 0    | 1    | 0    | 3    | 2    |

### Győzelmei top 10-es játékos ellen részletesen
|      | Ellenfél        | Ranglista | Torna                  | Borítás | Forduló     | Eredmény                 |
| 2011 |                 |           |                        |         |             |                          |
| 1.   | Robin Söderling | 5         | Wimbledon              | Fű      | 3. kör      | 6–1, 6–4, 7–5            |
| 2.   | Mardy Fish      | 9         | Shanghai Masters       | Kemény  | 2. kör      | 4–6, 6–1, 6–4            |
| 2013 |                 |           |                        |         |             |                          |
| 3.   | Richard Gasquet | 9         | Wimbledon              | Fű      | 3. kör      | 7–6(7), 5–7, 7–5, 7–6(5) |
| 2015 |                 |           |                        |         |             |                          |
| 4.   | David Ferrer    | 8         | Indian Wells           | Kemény  | 3. kör      | 7–5, 6–4                 |
| 5.   | Marin Čilić     | 8         | Rogers Cup             | Kemény  | 2. kör      | 6–3, 6–4                 |
| 6.   | David Ferrer    | 8         | Shanghai Masters       | Kemény  | 2. kör      | 6–4, 6–2                 |
| 2016 |                 |           |                        |         |             |                          |
| 7.   | Nisikori Kei    | 8         | Brisbane International | Kemény  | Negyeddöntő | 6–3, 1–6, 6–3            |
| 8.   | Nisikori Kei    | 7         | Cincinnati Masters     | Kemény  | 3. kör      | 7–6(1), 7–6(5)           |